# Greensboro (Vermont)
Greensboro es un municipio ubicado en el condado de Orleans, Vermont, Estados Unidos. Tiene una población estimada, a mediados de 2021, de 801 habitantes.

## Geografía
Está ubicado en las coordenadas 44°36′7″N 72°17′5″O / 44.60194, -72.28472 (44.602008, -72.284763).

## Demografía
Según la Oficina del Censo, en 2000 los ingresos medios de los hogares de la localidad eran de $33,403 y los ingresos medios de las familias eran de $40,917. Los hombres tenían ingresos medios por $31,250 frente a los $20,917 que percibían las mujeres. Los ingresos per cápita para la localidad eran de $19,396. Alrededor del 6.9% de la población estaba por debajo del umbral de pobreza.
De acuerdo con la estimación 2016-2020 de la Oficina del Censo, los ingresos medios de los hogares de la localidad son de $55,417 y los ingresos medios de las familias son de $67,708. Alrededor del 4.1% de la población está por debajo del umbral de pobreza.